# 2024년 샌프란시스코 자이언츠 시즌
2024년 샌프란시스코 자이언츠 시즌은 샌프란시스코 자이언츠가 메이저리그에 참가한 2024년 시즌이다. 밥 멜빈 감독이 팀을 이끈 첫 시즌으로, 팀은 내셔널리그 서부지구 5팀 중 4위에 그쳐 3년 연속으로 포스트시즌 진출에 실패했다.

## 타이틀
- 선발등판: 웹 (33)
- 내셔널리그 이닝: 웹 (204.2)

## 선수단
- 선발투수: 웹, 스넬, 힉스, 해리슨, 버드송, 레이, 블랙, 제프리스, 윈
- 구원투수: 워커, 타일러 로저스, 테일러 로저스, 루프, 젤리, 비벤스, 벡, 밀러, 워렌, 버고스, 바우만, 하워드, 로드리게스, 잭슨, 덩, 아빌라
- 마무리투수: 맥도날드, 화이트, 도발
- 포수: 베일리, 카살리, 세이볼, 냅, 리츠, 머피
- 1루수: 웨이드, 비야, 칸하, 브룩스, 플로레스
- 2루수: 와이슬리, 슈미트, 월튼, 루시아노, 에스트라다
- 유격수: 피츠제럴드, 아메드
- 3루수: 채프먼
- 좌익수: 콘포토, 힐
- 중견수: 라모스, 이정후, 맥크레이
- 우익수: 야스트렘스키, 맥케나, 마토스, 슬래이터
- 지명타자: 솔레어, 엔카나시온